# Antonio de Oquendo
Pour les articles homonymes, voir Oquendo.

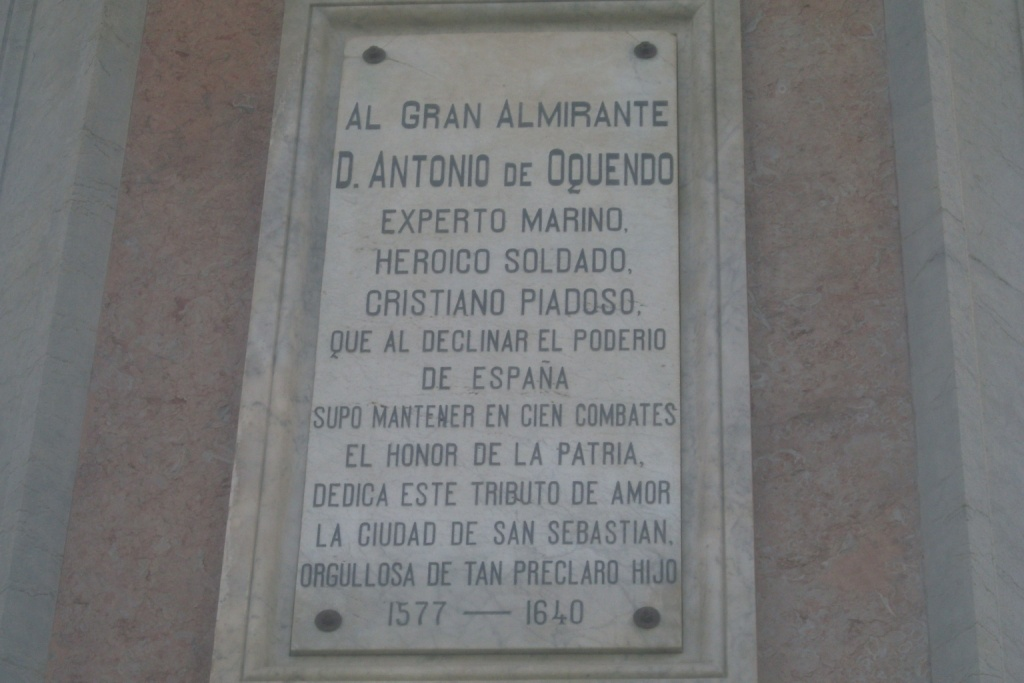
Plaque à la base de sa statue

Antonio de Oquendo y Zandategui (octobre 1577 à Saint-Sébastien - 7 juin 1640 à La Corogne) était un marin basque espagnol, capitaine général de l'Armada de la mer Océane. Il prit part à plus de cent combats navals, notamment à la bataille de los Abrojos en 1631, et à la bataille des Downs en 1639.
On assure que ses succès militaires étaient dus à son organisation scrupuleuse et à la discipline très stricte qui régnait à bords de ses navires.

## Référence
- (es) Cet article est partiellement ou en totalité issu de l’article de Wikipédia en espagnol intitulé « Antonio de Oquendo » (voir la liste des auteurs).